# Holtmaros
Holtmaros (románul: Lunca Mureșului, németül: Helten) falu Maros megyében, Erdélyben. Közigazgatásilag Magyaró községhez tartozik.

## Története
Nevének változatai: Holtmorus (1319), Holtmaros (1503), Holth-Maros (1509), Holtmaros (1512) és azóta ma is. Román neve előbb Mureșmort, majd később Lunca Mureșului.
Lakói a reformációig katolikus vallásúak voltak, majd áttértek a református hitre, jelenleg is a lakosság nagy része református felekezetű.

## Fekvése
Holtmaros a Maros folyó bal partján, Szászrégentől (Reghin) 13 km-re, Marosvásárhelytől 50 km-re a közút mellett fekszik. A Maros völgye felett az 1370 m magas Istenszéke lapos tetejű csúcsa uralja a tájat.

## Látnivalók
- A falu templomában őrizték sok éven keresztül Wass Albert hamvait (mellszobra is van a templomban), amíg engedélyt kaptak a temetésére.
- Holtmaroson 1996 óta minden évben megrendezik a gyöngykoszorú találkozót. Az egész hétvégés találkozón a magyar nyelvterületről érkező táncegyüttesek vesznek részt.[2]

## Ismert emberek
- Itt született Márton Béla (1937. március 25.) magyar nyelvjáráskutató, néprajzi író, nyelvművelő.